# Oratorio dei Disciplinanti (Manarola)
L'oratorio dei Disciplinanti, detto anche oratorio della Santissima Annunziata o degli Azzurri, si trova a Manarola, borgo delle Cinque Terre
Il luogo di culto ha origine quattrocentesca.